# Berlio
Cet article possède un paronyme, voir Berlioz.
Berlio ou Berlionc, est le 29e évêque d'Uzès, son épiscopat dure de 1228 à 1239.

## Biographie
En 1228-1231, il apparaît. Il passe un compromis avec Rostaing de Sabran au sujet de la juridiction de Saint-Marcel-de-Careiret.
En 1233, il passe un traité avec Bernard d'Anduze au sujet de Génolhac.
En 1239, il disparaît.